# Tarapoa
Tarapoa è una parrocchia urbana dell'Ecuador, capoluogo del cantone di Cuyabeno, nella provincia di Sucumbíos.